# Crambidia
Crambidia é um gênero de traça pertencente à família Arctiidae.